# Познер, Владимир Александрович
Влади́мир Алекса́ндрович По́знер (24 октября 1908, Санкт-Петербург — 31 июля 1975, Москва) — организатор кинопроизводства во Франции, США и СССР, звукорежиссёр, директор Экспериментального творческого объединения киностудии «Мосфильм» (1965—1968).
По рассекреченным данным проекта «Венона», в годы Второй мировой войны работал в США на советскую разведку.
Отец журналиста Владимира Познера и историка Павла Познера.

## Биография

### Происхождение и семья
Родился 24 октября 1908 года в Санкт-Петербурге в еврейской семье.
Отец — Александр Владимирович (Вульфович) Познер (1875 — после 1941), уроженец Минска, инженер-технолог, основатель и совладелец товарищества «Григорий Вейнберг и Александр Познер, инженеры» в Санкт-Петербурге, владелец магазина готового платья (1926—1936) и стекольной фабрики в Каунасе. Мать — Елизавета Викторовна Познер (1876—?), владелица 2-й Петербургской студии фотографии у Аничкова моста. В семье также были сёстры Виктория (в замужестве Спири-Меркантон, 1909—?) и Елена (в замужестве Вильга, 1906—?).
Сестра отца Вера Вульфовна Брамсон (1871—1952) была замужем за адвокатом, литератором и общественным деятелем Л. М. Брамсоном. Дяди — Соломон Владимирович Познер (1876—1946), адвокат и литератор, и Матвей Владимирович (Мордух Вульфович) Поузнер (1869—1916), статский советник, адвокат, член Совета и директор Русского торгово-промышленного банка, член правлений Общества цементных заводов «Гранулит», Донецко-Грушевского общества каменноугольных и антрацитных копей, товарищества Сергинско-Уфалейских горных заводов; был женат на Розалии Рафаиловне Гоц (в замужестве Поузнер), сестре эсеров А. Р. Гоца и М. Р. Гоца. Двоюродный брат — писатель Владимир Соломонович Познер.
Жена — Жеральдин Люттен, сотрудница компании Paramount Pictures, брак с которой был заключен через 5 лет после рождения старшего сына. В браке родились сыновья Владимир (род. 1934), журналист и телеведущий, первый президент Академии российского телевидения, и Павел (1945—2016), доктор исторических наук, специалист по средневековому Вьетнаму.

### В эмиграции
В 1920 году Владимир Александрович Познер с родителями и семьёй младшего брата отца, Соломона Познера, выехал в Литву, в 1922 году переехал в Германию, а в 1925 году — в Париж. В 1926 году получил степень бакалавра Парижского университета. В 1930—1932 годах работал звукооператором на дубляжной студии американской кинокомпании Paramount Pictures в Сен-Морисе, в 1932—1933 годах — помощником главного звукорежиссёра киностудии Pathé в Париже, в 1933—1936 годах — главным звукорежиссёром, в 1936—1939 годах — директором технического отдела европейского филиала американской кинокомпании Metro-Goldwyn-Mayer в Париже.
Участвовал в жизни русской колонии. Был членом Российского спортивного общества, занимался баскетболом и создал Баскетбольный русский клуб. Неоднократно становился призёром и чемпионом Франции. В это время женился на француженке Жеральдин Люттен, сотруднице кинокомпании Paramount Pictures. В 1934 году у них родился сын Владимир, названный в честь отца.
В 1939 году был в трёхмесячной командировке в США. В октябре 1939 года, после начала Второй мировой войны, был призван в ряды французской армии. В августе 1940 года после поражения Франции — демобилизован. По поддельным документам бежал с семьёй на территорию режима Виши в департамент Алье. Через Испанию перебрался в Португалию.
В мае 1941 года приехал в США, где устроился на работу в прокатной компании MGM International в Нью-Йорке. В 1943 году как сын гражданина Литвы получил советское гражданство. По данным Министерства обороны США, рассекреченным в 1990-е годы, примерно в это же время был завербован советской разведкой, на которую работал под псевдонимом «Платон». Тогда он занимал должность начальника русского сектора отдела кино Военного департамента США.
В 1946 году был уволен с работы на MGM International. В 1948 году как «подрывной элемент» был вынужден покинуть с семьёй США. Собирался выехать во Францию, но ему отказали в визе. В итоге приехал в Восточный Берлин, где получил должность в представительстве «Совэкспортфильма».

### В СССР
«Совэкспортфильм» занимался прокатом советских фильмов на территории советской зоны оккупации Германии, а затем ГДР. По словам Познера, немцы неохотно шли в кино из-за отсутствия отопления в кинотеатрах, и чтобы решить эту проблему, ему пришлось лично переговорить с генерал-полковником Б. З. Кобуловым, который в 1949 году приезжал в Восточный Берлин с проверкой работы Советской военной администрации в Германии.
В декабре 1952 года переехал с семьёй в Москву. После долгих проволочек устроился на «Мосфильм» младшим инженером.
В 1955—1957 годах снова работал в представительстве «Совэкспортфильма» в Восточном Берлине. В 1956 году встретился со своим бывшим начальником по MGM Артуром Лоу, который предложил ему вернуться в США. По возвращении в Москву работал в Главном управлении по производству фильмов Министерства культуры СССР. Был ответственным секретарем второго и третьего Московского кинофестиваля 1961 и 1963 годов.

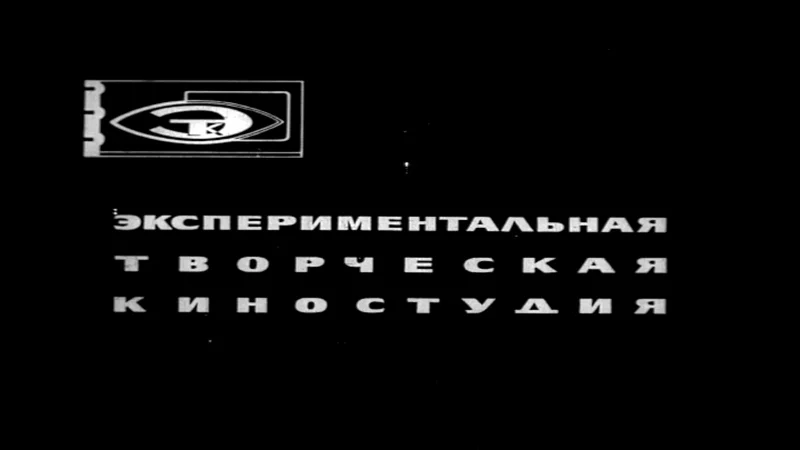
Заставка Экспериментальной творческой киностудии

В 1965 году был назначен директором созданной по инициативе Григория Чухрая Экспериментальной творческой киностудии. Главный принцип работы студии состоял в хозрасчёте и самоокупаемости. В 1968 году идеологические и организационные трудности поставили под вопрос её существования. В итоге она была приписана «Мосфильму» и получила название Экспериментальное творческое объединение. После этого Познер вышел из правления объединения. За период деятельности студии были сняты 38 фильмов, среди которых такие успешные у зрителей, как: «Не горюй» (1969), «Совсем пропащий» (1973) и «Афоня» (1975, лидер проката — 62,2 млн. зрителей) Георгия Данелии, «12 стульев» (1971), «Иван Васильевич меняет профессию» (1973, лидер проката, более 60 млн. зрителей), «Не может быть» (1975, более 50 млн. зрителей) Леонида Гайдая, «Белое солнце пустыни» (1970) Владимира Мотыля, «Земля Санникова» (1973) Альберта Мкртчяна и Леонида Попова, «Раба любви» (1974) Никиты Михалкова, «Табор уходит в небо» (1976, лидер проката, 64,9 млн. зрителей) Эмиля Лотяну
В 1969 году он перенёс инфаркт. 31 июля 1975 года во время рейса из Парижа в Москву за час до посадки скоропостижно скончался в самолёте. Похоронен на Ваганьковском кладбище (участок 20).